# Флуоротил
Флуротил (англ. Flurothyl, назви IUPAC: 1,1,1-трифтор-2-(2,2,2-трифторетокси)етан або біс(2,2,2-трифторетил)етер) — леткий рідкий лікарський засіб із сімейства галогенованих етерів, споріднених інгаляційним анестетикам, таким як діетиловий етер, але має протилежну дію, забезпечуючи стимулюючу дію і виникнення судом. Флуоротил — прозора та стабільна рідина, яка має м'який ефірний запах, пари якої є негорючими. Виводиться з організму флуоротил легенями в незміненому стані.
Кілька сполук, пов'язаних із анестетиками типу галогенованих етерів, мають подібні ефекти спричинення судом, та не спричинюють седативний ефект, і це було корисним у вивченні механізму дії цих препаратів.
Станом на 2025 рік основними способами використання фторотилу є:
- Наукові дослідження для індукування судом у лабораторних тварин[8]
- Як присадка до літій-іонних акумуляторів[9]

## Дослідження щодо використання в психіатрії
У минулому флуротил вивчався щодо використання в психіатрії для шокової терапії, подібно до інших препаратів, які спричинюють судоми, зокрема пентетразол, як альтернативу електроконвульсивній терапії. Це використання було припинено.
У 1953 році фармаколог з штату Меріленд Дж. К. Кранц експериментував з фторотилом, щоб викликати судоми у психіатричних пацієнтів як альтернативу електроконвульсивній терапії. Флуротил вводили в пластиковий контейнер у щільно прилягаючій масці. Пацієнт вдихав суміш випарів і повітря, а видихнуте повітря потрапив у вугільний адсорбент через односторонній клапан. Одночасно вводили кисень. Інгаляції фторотилу спочатку проводили без седації або паралічу м'язів. Премедикація пентоталом і сукцинілхоліну хлоридом, як це прийнято при проведенні електроконвульсивної терапії, була перевірена та визнана безпечною.
Чотири випадкових дослідження лікування показали, що клінічні результати фторотилу були такими ж ефективними, як і результати електроконвульсивної терапії. Лікування фторотилом проводили за тими самими схемами, що й електроконвульсивну терапію. У деяких пацієнтів, які не відповіли на електроконвульсивну терапію, лікування фторотилом спричинило покращення.
Пацієнти, які отримували флуротил, демонстрували меншу амнезію та сплутаність свідомості під час курсу лікування з кращим сприйняттям його пацієнтами. У детальному дослідженні порівняння фторотилу та електроконвульсивної терапії в пацієнтів із важкою ендогенною депресією виявилося, що ступінь антероградної амнезії був подібним, але ступінь ретроградної амнезії був набагато нижчим після застосування фторотилу. Психологічні тести показали порушення пам'яті на четвертому тижні лікування та покращення пам'яті через два тижні після останнього лікування, без вимірних відмінностей між видами лікування.
При флуоротилових і електричних судомах були зареєстровані рівні ступені підвищення повільної хвилі ЕЕГ. Дослідження оксиметрії та ЕКГ показали подібне збільшення частоти серцевих скорочень з періодичними порушеннями ритму.
Судоми, спричинені флуротилом, клінічно вважалися рівноцінними електричним нападам із меншим впливом на пізнання та пам'ять. Редакційна стаття в журналі Американської медичної асоціації в 1966 році заохочувала його використання.
Було створено ін'єкційну форму флуоротилу. Клінічні результати її застосування були такими ж, як і при вдиханні флуоротилу.

## Механізм дії
Властивості флуоротилу спричиняти судоми створюють проблему для об'єднання теорій загальних анестетиків, таких як гіпотеза Меєра-Овертона. Низка галогенованих етерів (зокрема, ізофлуран і севофлуран) і сам діетиловий етер є загальними анестетиками, а флуоротил є заміщеним діетиловим етером. Ще більш дивним є те, що структурний ізомер флуоротилу, відомий як ізофлуротил (1,1,1,3,3,3-гексафтор-2-метоксипропан), спричинює загальну анестезію, а не судоми у мишей і собак. Ізофлуротил відрізняється від широко використовуваного інгаляційного анестетика севофлурану лише одним атомом фтору (севофлуран має додатковий фтор у метильній групі).
Молекулярне пояснення різниці між флуротилом та ізофлуротилом було надано електрофізіологічними дослідженнями, які показали, що флуротил є антагоністом (блокатором) нейрональних рецепторів ГАМКА, і не впливає на нейрональні гліцинові рецептори. Ця селективність рецепторів нагадує селективність добре охарактеризованого антагоніста ГАМК-рецепторів пікротоксину. Дослідження з використанням рекомбінантних ГАМКА та гліцинових рецепторів підтвердили цей профіль активності, та додатково показали, що ізофлуротил поводився подібно до інших етерових анестетиків, діючи як позитивний алостеричний модулятор ГАМКА та гліцинових рецепторів. Існують деякі докази того, що флуоротил може справді володіти загальними анестетичними властивостями у високих концентраціях, які маскуються більш сильною судомною дією.